# Железы Монтгомери
Железы Монтгомери, син.: железы околососкового кружка (лат. glandulae areolares) — небольшие анатомические образования, расположенные в околососковом кружке по периферии соска. Количество их может варьироваться от 4 до 28 (в среднем — 10—12); наибольшего развития они достигают к концу беременности и существуют в течение всего периода лактации. Названы именем ирландского акушера Уильяма Фетерстоуна Монтгомери (англ. William Fetherstone Montgomery), впервые описавшего данные структуры.

## Морфофункциональное описание
Железы Монтгомери морфологически представляют собой видоизменённые сальные железы, расположенные под кожей вокруг соска, на поверхности околососкового кружка (лат. areola). На вершинах этих бугорков открывается выводной проток железы.
Существует несколько версий по поводу значения секрета, отделяемого железами Монтгомери. Некоторые ученые утверждают, что эти железы, являясь видоизменёнными сальными, способны отделять липоидный фактор, который незначительно предохраняет ареолу от высыхания и обладает слабыми бактерицидными свойствами. Описаны случаи, когда железы Монтгомери даже отделяли молоко.
Из современных версий можно отметить исследования, проведенные в Национальном научно-исследовательском центре Франции города Дижон (англ. National Centre for Scientific Research in Dijon) под руководством профессора Бенуа Шаала (фр. Benoist Schaal). Группа учёных экспериментально установила, что существует зависимость между числом желёз Монтгомери и темпами физического развития их детей (чем больше желёз Монтгомери у матери, тем активнее питается её ребёнок). Предположительно в секрете желёз Монтгомери содержится некое вещество, которое улавливается обонятельными рецепторами ребёнка. Авторы исследования считают, что их исследования имеют практическое значение: если удастся идентифицировать и синтезировать вещество, которое выделяется из ареолярных желез, то в дальнейшем его можно использовать для приучения недоношенных детей к питанию молоком из материнской груди.